# Spilosmylus apoanus
Spilosmylus apoanus is een insect uit de familie watergaasvliegen (Osmylidae), die tot de orde netvleugeligen (Neuroptera) behoort. 
Spilosmylus apoanus is voor het eerst wetenschappelijk beschreven door Banks in 1937. De soort komt voor op Mindanao (Filipijnen).